# Svjetsko prvenstvo u nogometu – Francuska 1998.
Svjetsko prvenstvo u nogometu – Francuska 1998. (fra. Coupe du monde de football de 1998), bilo je šesnaesto svjetsko nogometno natjecanje koje se u razdoblju od 10. lipnja do 12. srpnja 1998. godine održalo u Francuskoj. Po drugi puta u povijesti, svjetska nogometna organizacija FIFA izabrala je Francusku kao domaćina prvenstva koja je tijekom natječaja za domaćinstvo pobijedila Maroko. Ovo je ujedno bio i deveti put kako se svjetsko nogometno prvenstvo održalo u nekoj europskoj zemlji.
Kvalifikacijski ciklus za prvenstvo započeo je u ožujku 1996., a završio u studenome 1997. godine. Po prvi puta u povijesti, sustav natjecanja proširen je s dotadašnje 24 na 32 zemlje sudionice podijeljene u osam skupina s po četiri momčadi. Sveukupno su tijekom prvenstva odigrane šezdeset i četiri utakmice na deset stadiona u deset različitih gradova. Utakmica otvaranja prvenstva kao i finale igrali su se na stadionu Stade de France, a službena nogometna lopta turnira bila je Adidas Tricolore.
Prvenstvo je osvojila reprezentacija Francuske koja je u finalnom susretu porazila Brazil rezultatom 3:0. To je ujedno bio i prvi put da je reprezentacija Francuske osvojila svjetsko nogometno prvenstvo čime je postala sedmom nacijom kojoj je to uspjelo, a šestom (nakon Urugvaja, Italije, Engleske, Zapadne Njemačke i Argentine) kojoj je to uspjelo na domaćem tlu. Po prvi puta u svojoj povijesti na prvenstvu su nastupile reprezentacije Jamajke, Japana, Južne Afrike i Hrvatske od kojih je potonja ujedno ostvarila i svoj najveći uspjeh do tada plasiravši se u polufinale turnira i osvojivši treće mjesto, a čiji je napadač Davor Šuker postao najboljim strijelcem turnira sa šest pogodaka.

## Odabir domaćina turnira
Dana 2. srpnja 1992. godine izvršni odbor FIFA-e je nakon sastanka u Zurichu (Švicarska) izabrao Francusku za domaćina turnira. Francuska je u procesu konačnog glasovanja pobijedila Maroko s 12 glasova naprema 7. Iz procesa natječaja za domaćinstvo Švicarska se povukla nakon što nije uspjela ispuniti FIFA-ine zahtjeve za domaćinstvo. Ovim izborom Francuska je postala treća država u povijesti koja će biti domaćin svjetskog nogometnog prvenstva dva puta, nakon Meksika 1986. odnosno Italije 1990. godine (Francuska je prvi puta bila domaćinom natjecanja 1938. godine). Engleska, koja je bila domaćin prvenstva održanog 1966. godine (i kojeg je u konačnici i osvojila) nalazila se među državama koje su također originalno aplicirale za domaćinstvo ovog natjecanja, ali se nauštrb natječaja za domaćinstvo Europskog prvenstva 1996. godine povukla iz procesa (Engleska će kasnije biti i izabrana za domaćina Eura 1996.).
| Francuska | 12 |
| Maroko    | 7  |

### Podmićivanje i istraga o korupciji
Dana 4. lipnja 2015. godine Chuck Blazer je u suradnji s istragom koju su provodili FBI i švicarske vlasti potvrdio da su on i ostali članovi izvršnog odbora FIFA-e bili podmićeni tijekom izbornog procesa za domaćina svjetskih nogometnih prvenstava 1998. i 2010. godine. Blazer je izjavio: "Primili smo mito prilikom selekcije domaćina svjetskog nogometnog prvenstva 1998. godine". Budući da je Francuska u konačnici i dobila domaćinstvo, isprva se mislilo da je mito došlo iz njihovog tabora, međutim naknadno se ustanovilo da su uplate stigle s marokanske strane.

## Kvalifikacije
Ždrijeb kvalifikacija za svjetsko prvenstvo u Francuskoj održalo se 12. prosinca 1995. godine u muzeju Louvre u Parizu. Domaćini turnira Francuzi, kao i branitelji naslova Brazilci nisu sudjelovali u ždrijebu budući su se te dvije reprezentacije automatski kvalificirale na završno natjecanje. U kvalifikacijskom ciklusu sveukupno su sudjelovale 174 države iz šest različitih konfederacija (dvadeset i četiri više od kvalifikacijskog ciklusa za prethodno prvenstvo u Italiji 1990. godine). Iz Europe se na završno natjecanje kvalificiralo četrnaest država (isključujući Francusku). Deset reprezentacija kvalificiralo se automatski nakon razigravanja po skupinama; devet pobjednika skupina i najbolja drugoplasirana momčad. Ostalih osam drugoplasiranih momčadi nakon ždrijeba igrali su međusobne susrete (jedan kod kuće i jedan u gostima) nakon čega se četvero ukupnih pobjednika tih dvoboja kvalificiralo na prvenstvo. Po pet mjesta na završnom turniru bilo je rezervirano za konferedacije CONMEBOLA i CAF-a (vodećih nogometnih tijela Južne Amerike i Afrike) dok su tri mjesta bila rezervirana za konfederaciju CONCACAF (vodećeg nogometnog tijela Sjeverne i Srednje Amerike te Kariba). Pobjednik kvalifikacijskog ciklusa iz Oceanije plasirao se u interkontinentalno doigravanje protiv drugoplasiranog iz azijskog kvalifikacijskog ciklusa, a pobjednik tog susreta otišao je na prvenstvo.
Četiri reprezentacije na svjetsko nogometno prvenstvo kvalificirale su se prvi put u svojoj povijesti: Hrvatska, Jamajka, Japan i Južna Afrika. Posljednja reprezentacija koja se plasirala na prvenstvo bila je Iran nakon što je 29. studenog 1997. godine porazila Australiju u doigravanju. Time se Iran na završnicu natjecanja po prvi puta kvalificirao nakon 1978. godine kada je također i reprezentacija Tunisa posljednji put nastupila. Čile se na turnir prvi put kvalificirao nakon 1982. godine, a Paragvaj i Danska prvi put nakon 1986. godine. Austrija, Engleska, Škotska i Jugoslavija vratile su se na natjecanje nakon što su u svojoj povijesti propustile nastupiti samo jedanput. Među reprezentacijama koje se nisu kvalificirale nalazili su se dvostruki svjetski prvaci Urugvajci (drugi puta za redom) i Švedska (koja je na prošlom prvenstvu u SAD-u osvojila treće mjesto). Rusija se nije kvalificirala na turnir po prvi puta nakon 1978. godine (kada su nastupali kao Sovjetski Savez) i to nakon što ih je u doigravanju izbacila reprezentacija Italije. Do 2018. godine ovo je posljednje nogometno prvenstvo na kojem su nastupile reprezentacije Škotske, Norveške, Austrije, Bugarske, Rumunjske i Jamajke.

## Ždrijeb i momčadi
Njemačka, Italija, Argentina, Španjolska, Rumunjska i Nizozemska su bile postavljene kao nositelji skupina, skupa s braniteljima naslova Brazilcima te domaćinima Francuzima. Prvi puta u povijesti izvlačenje skupina održalo se na nogometnom stadionu – stadionu Vélodrome u Marseilleu, dana 4. prosinca 1997. godine.
Kao i na prethodnom turniru, svaka reprezentacija na svjetskom prvenstvu 1998. godine sastojala se od sveukupno dvadeset i dva igrača. Sve reprezentacije morale su službeno potvrditi svoja dvadeset i dva igrača najkasnije do 1. lipnja 1998. godine.
Od 704 igrača koji su nastupili na svjetskom prvenstvu, 447 njih je u tom trenutku igralo za neki europski klub; 90 ih je igralo u Aziji, 67 u Južnoj Americi, 61 u Sjevernoj i Središnjoj Americi, a 37 u Africi. Sedamdeset i pet igrača igralo je u nekom engleskom klubu – po pet više od Italije i Španjolske. Najviše igrača iz jednog kluba bilo je iz Barcelone (njih trinaestero).
Prosječna dob svih momčadi bila je 27 godina i 8 mjeseci – pet mjeseci stariji nego na prethodnom turniru. Najmlađi igrač bio je napadač Kameruna Samuel Eto'o koji je u dobi od 17 godina i 3 mjeseca pozvan zaigrati za reprezentaciju, a najstariji je bio Jim Leighton iz Škotske u dobi od 39 godina i 11 mjeseci.
| Pot A | Pot B                                                                                             | Pot C                                                                           | Pot D                                                                 |
| --- | ------------------------------------------------------------------------------------------------- | ------------------------------------------------------------------------------- | --------------------------------------------------------------------- |
| - Francuska (domaćini) - Brazil (branitelji naslova) - Argentina - Njemačka - Italija - Nizozemska - Rumunjska - Španjolska | - Austrija - Belgija - Bugarska - Hrvatska - Danska - Engleska - Škotska - Jugoslavija - Norveška | - Čile - Kolumbija - Iran - Japan - Paragvaj - Saudijska Arabija - Južna Koreja | - Kamerun - Jamajka - Meksiko - Maroko - Nigerija - JAR - Tunis - SAD |

## Stadioni
Francuska je svoj natječaj za domaćinstvo svjetskog nogometnog prvenstva temeljila na nacionalnom stadionu kapaciteta 80 tisuća sjedala te na devet drugih stadiona diljem zemlje. Kada im je u srpnju 1992. godine domaćinstvo i dodijeljeno, niti jedno regionalno nogometno zdanje nije ispunjavalo FIFA-ine uvjete – ponajviše one o kapacitetu od 40 tisuća mjesta. Predloženi glavni nacionalni stadion koji se u procesu natječaja nazvao "Velikim stadionom" od samog je početka planiranja obavijen kontroverzom; lokaciju stadiona određivali su politika, financije i nacionalna simbolika. Kao tadašnji gradonačelnik Pariza, Jacques Chirac uspješno je završio pregovore s tadašnjim premijerom Édouardom Balladurom o izgradnji stadiona Stade de France u Saint-Denisu, regiji koja se nalazi sjeverno od glavnog grada Pariza. Izgradnja stadiona započela je u prosincu 1995. godine te završila dvadeset i šest mjeseci kasnije, u studenom 1997. godine, a koštala je sveukupno 2,67 milijardi franaka.
Originalna lista izbora lokacija stadiona za prvenstvo uključivala je četrnaest gradova. FIFA je konstantno nadzirala progres i kvalitetu priprema za prvenstvo, a finalne provjere na svim stadionima održale su se nekoliko tjedana prije početka samog turnira. Montpellier je bio iznenađujući izbor kao jedan od gradova domaćina natjecanja zbog toga što je imao nisku urbanu hijerarhiju u usporedbi s do tada favoriziranim Strasbourgom koji je uz to također imao i puno uspješniji lokalni nogometni klub kojeg je u međuvremenu preuzeo konzorcij. Međutim, izborni panel smatrao je Montpellier iznimno ambicioznim u želji za domaćinstvom nogometnih utakmica tijekom prvenstva. Tome su uvelike pridonijele i lokalne gradske i županijske vlasti koje su u posljednja dva desetljeća uložile znatna financijska sredstva u razvoj nogometa (a samim time i radnih mjesta). Neki od stadiona već su bili domaćini nogometnih utakmica svjetskog prvenstva održanog u Francuskoj 1938. godine. Tako su Stade Vélodrome u Marseilleu, Stade Municipal u Toulouseu, Gerland u Lyonu, Parc Lescure u Bordeauxu i Park prinčeva u Parizu po drugi su puta dobili čast biti domaćinima utakmica najvećeg nogometnog natjecanja na svijetu.
U konačnici se svjetsko prvenstvo održalo na deset različitih stadiona. Devet utakmica odigrano je na stadionu Stade de France (najviše od svih drugih), dok je sedam utakmica odigrano na stadionu Park prinčeva nogometnog kluba PSG čime je samo u Parizu sveukupno odigrano šesnaest utakmica prvenstva. Francuska reprezentacija četiri od svojih sedam utakmica igrala je na najvećem nacionalnom stadionu; ostale utakmice odigrala je na drugom i trećem najvećem stadionu u zemlji – Marseille i Lyon (koji su sveukupno ugostili po sedam odnosno šest utakmica prvenstva), a utakmicu osmine-finala odigrala je u Lensu (na čijem stadionu se također odigralo sveukupno šest utakmica). Nantes, Toulouse, Bordeaux, Montpellier i Saint-Etienne također su bili domaćini sveukupno šest utakmica, a na svim stadionima odigrana je barem jedna utakmica faze turnira nakon razigravanja po skupinama.
| Saint-Denis                                 | Marseille                                             | Paris                                                | Lens                                                  |
| ------------------------------------------- | ----------------------------------------------------- | ---------------------------------------------------- | ----------------------------------------------------- |
| Stade de France                             | Stade Vélodrome                                       | Park prinčeva                                        | Stade Félix Bollaert                                  |
| 48°55′28″N 2°21′36″E / 48.92444°N 2.36000°E | 43°16′11″N 5°23′45″E / 43.26972°N 5.39583°E           | 48°50′29″N 2°15′11″E / 48.84139°N 2.25306°E          | 50°25′58.26″N 2°48′53.47″E / 50.4328500°N 2.8148528°E |
| Kapacitet: 80,000                           | Kapacitet: 60,000                                     | Kapacitet: 49,000                                    | Kapacitet: 44,000                                     |
|                                             |                                                       |                                                      |                                                       |
| Lyon                                        | Nantes                                                | Toulouse                                             | Saint-Étienne                                         |
| Stade de Gerland                            | Stade de la Beaujoire                                 | Stadium de Toulouse                                  | Stade Geoffroy-Guichard                               |
| 45°43′26″N 4°49′56″E / 45.72389°N 4.83222°E | 47°15′20.27″N 1°31′31.35″W / 47.2556306°N 1.5253750°W | 43°34′59.93″N 1°26′2.57″E / 43.5833139°N 1.4340472°E | 45°27′38.76″N 4°23′24.42″E / 45.4607667°N 4.3901167°E |
| Kapacitet: 41,300                           | Kapacitet: 39,500                                     | Kapacitet: 37,000                                    | Kapacitet: 36,000                                     |
|                                             |                                                       |                                                      |                                                       |
| Bordeaux                                    | Montpellier                                           |                                                      |                                                       |
| Parc Lescure                                | Stade de la Mosson                                    |                                                      |                                                       |
| 44°49′45″N 0°35′52″W / 44.82917°N 0.59778°W | 43°37′19.85″N 3°48′43.28″E / 43.6221806°N 3.8120222°E |                                                      |                                                       |
| Kapacitet: 35,200                           | Kapacitet: 34,000                                     |                                                      |                                                       |
|                                             |                                                       |                                                      |                                                       |

## Popis sudaca
Na svjetskom prvenstvu u Francuskoj sudilo je sveukupno trideset i četvero sudaca uz trideset i tri asistenata. Budući da je format natjecanja proširen na trideset i dvije zemlje učesnice, na ovom prvenstvu je bilo deset sudaca i jedanaest službenih osoba više u odnosu na svjetsko prvenstvo 1994. godine u SAD-u.
| Afrika - Said Belqola - Gamal Al-Ghandour - Lucien Bouchardeau - Lim Kee Chong - Ian McLeod Azija - Abdul Rahman Al-Zeid - Ali Bujsaim - Masayoshi Okada - Pirom Un-Prasert | Europa - Marc Batta - Günter Benkö - Pierluigi Collina - Hugh Dallas - Paul Durkin - José Garcia Aranda - Bernd Heynemann - Nikolai Levnikov - Urs Meier - Vítor Melo Pereira - Kim Milton Nielsen - Rune Pedersen - László Vágner - Mario van der Ende - Ryszard Wójcik | Sjeverna i Srednja Amerika i Karibi - Esfandiar Baharmast - Arturo Brizio Carter - Ramesh Ramdhan Oceanija - Edward Lennie Južna Amerika - Javier Castrilli - Epifanio González - Márcio Rezende de Freitas - Mario Sanchez Yanten - Alberto Tejada - John Toro Rendón |

## Sažetak prvenstva
Format natjecanja bio je drugačiji od onog sa Svjetskog prvenstva 1994. godine budući su se u ovome natjecale 32 reprezentacije umjesto njih 24. Trideset i dvije reprezentacije bile su podijeljene u osam skupina s po četiri momčadi. Pobjednici skupina i njihovi drugoplasirani kvalificirali su se u osminu finala. Za razliku od prvenstava između 1986. i 1994. godine u ovom natjecanju nije bilo mogućnosti da trećeplasirane momčadi prođu u fazu ispadanja. Počevši od ovog turnira, reprezentacije su morale putovati na svoje utakmice u grupnoj fazi natjecanja, budući su razni stadioni i gradovi bili domaćini svih grupa. 
Također je uvedeno i pravilo "zlatnog gola" koje se primjenjivalo u slučajevima kad je regularni dio utakmice druge faze natjecanja završio neriješenim rezultatom. Osim toga uvedeno je i pravilo da četvrti sudac pred kraj svakog poluvremena svake utakmice na elektroničkom semaforu prikazuje ostatak vremena (minuta) koje će igrači morati odigrati u sudačkoj nadoknadi. Ovo pravilo vrijedi i danas, jer su ga vrlo dobro prihvatili mediji i gledatelji. 

### Razigravanje po skupinama
Turnir je otvoren utakmicom Brazila i Škotske koja je završila pobjedom branitelja naslova 2:1. Norveška je napravila najveće iznenađenje u skupini A pobjedom nad Brazilom 2:1, zabivši dva pogotka pred kraj utakmice. Obje reprezentacije bez problema su prošle u osminu finala. Italija je lakoćom osvojila prvo mjesto u skupini B, a Čileu su bila dovoljna sva tri neriješena rezultata za prolazak dalje. Nakon što je prije četiri godine promašio ključni jedanaesterac u finalu prvenstva, Roberto Baggio je u utakmici protiv Čilea spasio Italiju i osigurao neriješen rezultat (2:2) nakon kontroverzno dosuđenog jedanaesterca. Francuska je uvjerljivo osvojila prvo mjesto u skupini C, iako je Zinedine Zidane u utakmici protiv Saudijske Arabije (koja je završila 4:0 pobjedom Francuza) zaradio crveni karton i dobio dvije utakmice suspenzije. Iz te skupine Danska je prošla dalje kao drugoplasirana. Nigerija je bila iznenađujući pobjednik skupine D (prozvanom skupinom smrti), dok je Španjolska još jednom razočarala ne mogavši proći skupinu. Nigerija ih je pobijedila 3:2 u fantastičnoj utakmici i prošla u daljnju fazu natjecanja uz Paragvaj.  Iz skupine E dalje su prošle reprezentacije Nizozemske i Meksika. Meksiko se u dvjema utakmicama koje su završile neriješenim rezultatom spašavao od poraza i uspio. Njemačka i Jugoslavija vrlo su lako prošle u daljnju fazu natjecanja u skupini F. Zahvaljujući pogotku pred kraj utakmice, Rumunjska je pobijedila Englesku rezultatom 2:1 i na taj način osigurala prvo mjesto u skupini G, iza Engleza. Argentina je s tri pobjede vrlo lako zauzela prvo mjesto u skupini H, ispred Hrvatske koja je bila druga. 

### Druga faza natjecanja
U osmini finala Italija je pobijedila Norvešku rezultatom 1:0, dok je Brazil vrlo lako prošao dalje protiv Čilea (4:1). Laurent Blanc postao je prvi strijelac "Zlatnog pogotka" na svjetskim nogometnim prvenstvima, zabivši pogodak u produžetku utakmice Francuska – Paragvaj (1:0). Danska je uvjerljivo pobijedila Nigeriju u osmini finala rezultatom 4:1. Njemačka je pobijedila Meksiko rezultatom 2:1, a istim rezultatom Nizozemska je porazila Jugoslaviju. Hrvatska je zahvaljujući pogotku s bijele točke pobijedila Rumunjsku 1:0 i prošla u četvrtfinale natjecanja. Najzanimljiviju utakmicu osmine finala odigrale su reprezentacije Argentine i Engleske. Regularni dio utakmice završio je rezultatom 2:2 (dva su kontroverzna jedanaesterca dosuđena za obje reprezentacije u prvih 10 minuta utakmice, a kasnije je tada 18-godišnji Michael Owen bio strijelac zapanjujućeg pogotka). Utakmicu je također označilo i isključenje Davida Beckhama nakon udaranja Diega Simeonea. Međutim, igraču manje unatoč, Englezi su hrabro igrali i bili izrazito razočarani nakon što im je poništen pogodak Sola Campbella u produžecima nakon navodnog prekršaja nad argentinskim vratarom. U konačnici je Argentina prošla dalje nakon boljeg izvođenja jedanaesteraca.
Četvrtfinale donijelo je ogled Francuske i Italije koja se odlučivala nakon izvođenja jedanaesteraca u kojima je domaćin turnira bio bolji. U uzbudljivoj utakmici Brazil je svladao Dansku rezultatom 3:2, a Hrvatska je napravila vjerojatno najveće iznenađenje turnira pobijedivši reprezentaciju Njemačke s uvjerljivih 3:0. Budući da je Njemačka također bila izbačena u četvrtfinalu prethodnog prvenstva, ovo je bilo prvi puta u povijesti da ta reprezentacija nije dospjela među 4 najbolje momčadi na dva prvenstva za redom. Utakmica između Nizozemske i Argentine bila je vrlo nasilna; Nizozemci su igrali s igračem manje nakon što je Arthur Numan ozlijedio Diega Simeonea kojeg su morali iznijeti s terena. Kasnije u utakmici, argentinski igrač Ariel Ortega zaradio je crveni karton zbog udaranja nizozemskog vratara Edwina van der Sara nakon što ga je van der Sar isprovocirao, osudivši ga za pokušaj simulacije jedanaesterca. Nedugo nakon isključenja Ortege, Dennis Bergkamp je postigao odličan pogodak i rezultatom 2:1 odveo Nizozemsku u polufinale turnira. 
Patrick Kluivert postigao je izjednačujući pogodak za Nizozemsku (1:1) pa je utakmica polufinala s Brazilom otišla u produžetke i odlučena tek nakon izvođenja jedanaesteraca u kojima su branitelji naslova bili bolji. U finalu su im se pridružili Francuzi nakon što je obrambeni igrač Lilian Thuram zabio oba pogotka u utakmici protiv Hrvatske koja je završila rezultatom 2:1. Do kraja njegove reprezentativne karijere to će ostati jedina dva pogotka koja će Thuram zabiti za svoju zemlju. U utakmici za treće mjesto Hrvatska je pobijedila Nizozemsku rezultatom 2:1 i na taj način ostvarila do tada najveći uspjeh na nogometnim natjecanjima.

### Finale
Prvi puta u povijesti u finalu su se sastali branitelji naslova i domaćin prvenstva. Utakmica je odigrana 12. srpnja 1998. godine na stadionu Stade de France, a netom prije njezinog početka uvelike se pričalo o uključivanju Ronalda u početnu postavu samo 45 minuta prije starta susreta. Upravo je on u 22. minuti utakmice stvorio prvu priliku za Brazil nakon što je prošao pokraj braniča Thurama i pucao u suprotnu stranu gola na kojem je Fabien Barthez jedva zaustavio udarac. Ipak, Francuska je povela u 27. minuti preko Zinedinea Zidanea koji je nakon uspješno izvedenog kornera glavom postigao pogodak. Tri minute prije isteka prvog poluvremena, Zidane je postigao drugi pogodak i to ponovno glavom iz kornera. U 68. minuti utakmice domaćini Francuzi ostali su na terenu s igračem manje nakon što je Marcel Desailly zaradio drugi žuti, odnosno isključujući crveni karton nakon grubog prekršaja. Brazil je krenuo u napadačku formaciju i premda su pritisnuli Francuze svejedno su primili i treći pogodak nakon što je zamjena Patrick Vieira poslao dugu loptu prema svom tadašnjem klupskom kolegi Emmanuelu Petitu koji je u protunapadu postigao pogodak za konačnih 3:0. U tom trenutku ovo je bio najveći poraz reprezentacije Brazila na svjetskim prvenstvima koji će kasnije nadmašiti Njemačka u polufinalu svjetskog prvenstva 2014. godine. Procijenjeno je da je milijun ljudi nakon finala izašlo na ulice Pariza i slavilo pobjedu do ranih jutarnjih sati. Poslije utakmice tadašnji francuski predsjednik Jacques Chirac na terenu je čestitao osvajačima naslova i drugoplasiranima, a nekoliko dana nakon finala tadašnji francuski izbornik Aimé Jacquet podnio je ostavku.

### Ostale zanimljivosti
Pobjedom u finalu Francuska je postala sedma država koja je osvojila svjetsko nogometno prvenstvo, pridruživši se Urugvaju, Italiji, Njemačkoj, Brazilu, Engleskoj i Argentini. Tijekom prvenstva ta momčad primila je tek dva pogotka – rekord kojeg su od tada srušile samo Italija (2006.) i Španjolska (2010.). Najbolji strijelac turnira bio je hrvatski reprezentativac Davor Šuker (6 pogodaka) koji je postigao pogotke u svakoj utakmici u kojoj je Hrvatska zabila (izuzev utakmice u skupini s Argentinom koja je završila rezultatom 0:1 u korist Argentinaca). Najboljim igračem turnira proglašen je Brazilski napadač Ronaldo.
Službena maskota prvenstva bio je Footix, pijetao koji je predstavljen još u svibnju 1996. godine. Kreirao ga je grafički dizajner Fabrice Pialot, a njegova je kreacija izabrana među pet ostalih koje su se nalazile u natječaju. Među navijačima je provedeno istraživanje o pijetlu kao maskoti prvenstva, a ispostavilo se da je izgled maskote iznimno pozitivno primljen; 91% ispitanika automatski je poistovijetilo pijetla s Francuskom, tradicionalnim simbolom cijele nacije. Ime maskote Footix odabrali su gledatelji francuske nacionalne televizije, a sastoji se od riječi foot (noga) i ix kao referenca na popularni lik iz stripa Asterix. Boje maskote reflektiraju boje francuske zastave, ali i boje dresova reprezentacije.
Službena pjesma turnira bila je "The Cup of Life" u izvedbi Rickyja Martina, a službena himna prvenstva bila je "La Cour des Grands" u izvedbi Youssoua N'Doura i Axelle Red. Službena lopta svjetskog prvenstva nazvana je Tricolore (što na francuskom znači "tri boje"), a izradila ju je njemačka tvrtka Adidas. To je bila osma službena lopta koju je za neko svjetsko prvenstvo izradio Adidas, a prva u seriji lopti s više boja. Tradicionalni simboli Francuske (trobojna zastava i pijetao) poslužili su kao inspiracija za dizajn lopte.

## Rezultati

### Prvi krug po skupinama
| Momčad   | Bod. | Uta. | Pob. | Izj. | Por. | Golovi |
| -------- | ---- | ---- | ---- | ---- | ---- | ------ |
| Brazil   | 6    | 3    | 2    | 0    | 1    | 6:4    |
| Norveška | 5    | 3    | 1    | 2    | 0    | 5:4    |
| Maroko   | 4    | 3    | 1    | 1    | 1    | 5:5    |
| Škotska  | 1    | 3    | 0    | 1    | 2    | 3:7    |

| Momčad            | Bod. | Uta. | Pob. | Izj. | Por. | Golovi |
| ----------------- | ---- | ---- | ---- | ---- | ---- | ------ |
| Francuska         | 9    | 3    | 3    | 0    | 0    | 9:1    |
| Danska            | 4    | 3    | 1    | 1    | 1    | 3:3    |
| Južna Afrika      | 2    | 3    | 0    | 2    | 1    | 3:6    |
| Saudijska Arabija | 1    | 3    | 0    | 1    | 2    | 2:7    |

| Momčad       | Bod. | Uta. | Pob. | Izj. | Por. | Golovi |
| ------------ | ---- | ---- | ---- | ---- | ---- | ------ |
| Nizozemska   | 5    | 3    | 1    | 2    | 0    | 7:2    |
| Meksiko      | 5    | 3    | 1    | 2    | 0    | 7:5    |
| Belgija      | 3    | 3    | 0    | 3    | 0    | 3:3    |
| Južna Koreja | 1    | 3    | 0    | 1    | 2    | 2:9    |

| Momčad    | Bod. | Uta. | Pob. | Izj. | Por. | Golovi |
| --------- | ---- | ---- | ---- | ---- | ---- | ------ |
| Rumunjska | 7    | 3    | 2    | 1    | 0    | 4:2    |
| Engleska  | 6    | 3    | 2    | 0    | 1    | 5:2    |
| Kolumbija | 3    | 3    | 1    | 0    | 2    | 1:3    |
| Tunis     | 1    | 3    | 0    | 1    | 2    | 1:4    |

| Momčad   | Bod. | Uta. | Pob. | Izj. | Por. | Golovi |
| -------- | ---- | ---- | ---- | ---- | ---- | ------ |
| Italija  | 7    | 3    | 2    | 1    | 0    | 7:3    |
| Čile     | 3    | 3    | 0    | 3    | 0    | 4:4    |
| Austrija | 2    | 3    | 0    | 2    | 1    | 3:4    |
| Kamerun  | 2    | 3    | 0    | 2    | 1    | 2:5    |

| Momčad     | Bod. | Uta. | Pob. | Izj. | Por. | Golovi |
| ---------- | ---- | ---- | ---- | ---- | ---- | ------ |
| Nigerija   | 6    | 3    | 2    | 0    | 1    | 5:5    |
| Paragvaj   | 5    | 3    | 1    | 2    | 0    | 3:1    |
| Španjolska | 4    | 3    | 1    | 1    | 1    | 8:4    |
| Bugarska   | 1    | 3    | 0    | 1    | 2    | 1:7    |

| Momčad      | Bod. | Uta. | Pob. | Izj. | Por. | Golovi |
| ----------- | ---- | ---- | ---- | ---- | ---- | ------ |
| Njemačka    | 7    | 3    | 2    | 1    | 0    | 6:2    |
| Jugoslavija | 7    | 3    | 2    | 1    | 0    | 4:2    |
| Iran        | 3    | 3    | 1    | 0    | 2    | 2:4    |
| SAD         | 0    | 3    | 0    | 0    | 3    | 1:5    |

| Momčad    | Bod. | Uta. | Pob. | Izj. | Por. | Golovi |
| --------- | ---- | ---- | ---- | ---- | ---- | ------ |
| Argentina | 9    | 3    | 3    | 0    | 0    | 7:0    |
| Hrvatska  | 6    | 3    | 2    | 0    | 1    | 4:2    |
| Jamajka   | 3    | 3    | 1    | 0    | 2    | 3:9    |
| Japan     | 0    | 3    | 0    | 0    | 3    | 1:4    |

### Drugi dio natjecanja
|  | Osmina finala              | Osmina finala           |                          |       | Četvrtfinale | Četvrtfinale |                    |                    | Polufinale | Polufinale |  |  | Finale | Finale |
|  |                            |                         |                          |       |              |              |                    |                    |            |            |  |  |        |        |
|  | 27. lipnja – Pariz         |                         |                          |       |              |              |                    |                    |            |            |  |  |        |        |
|  |                            |                         |                          |       |              |              |                    |                    |            |            |  |  |        |        |
|  | Brazil                     | 4                       |                          |       |              |              |                    |                    |            |            |  |  |        |        |
|  | Brazil                     | 4                       | 3. srpnja v Nantes       |       |              |              |                    |                    |            |            |  |  |        |        |
|  | Čile                       | 1                       |                          |       |              |              |                    |                    |            |            |  |  |        |        |
|  | Čile                       | 1                       | Brazil                   | 3     |              |              |                    |                    |            |            |  |  |        |        |
|  | 28. lipnja – Saint-Denis   |                         | Brazil                   | 3     |              |              |                    |                    |            |            |  |  |        |        |
|  |                            | Danska                  | 2                        |       |              |              |                    |                    |            |            |  |  |        |        |
|  | Nigerija                   | Danska                  | 2                        | 1     |              |              |                    |                    |            |            |  |  |        |        |
|  | Nigerija                   |                         | 7. srpnja – Marseille    | 1     |              |              |                    |                    |            |            |  |  |        |        |
|  | Danska                     | 4                       |                          |       |              |              |                    |                    |            |            |  |  |        |        |
|  | Danska                     | 4                       | Brazil (11 m)            | 1 (4) |              |              |                    |                    |            |            |  |  |        |        |
|  | 29. lipnja – Toulouse      |                         | Brazil (11 m)            | 1 (4) |              |              |                    |                    |            |            |  |  |        |        |
|  |                            | Nizozemska              | 1 (2)                    |       |              |              |                    |                    |            |            |  |  |        |        |
|  | Nizozemska                 | Nizozemska              | 1 (2)                    | 2     |              |              |                    |                    |            |            |  |  |        |        |
|  | Nizozemska                 | 4. srpnja – Marseille   |                          | 2     |              |              |                    |                    |            |            |  |  |        |        |
|  | SR Jugoslavija             | 1                       |                          |       |              |              |                    |                    |            |            |  |  |        |        |
|  | SR Jugoslavija             | 1                       | Nizozemska               | 2     |              |              |                    |                    |            |            |  |  |        |        |
|  | 30. lipnja – Saint-Étienne |                         | Nizozemska               | 2     |              |              |                    |                    |            |            |  |  |        |        |
|  |                            | Argentina               | 1                        |       |              |              |                    |                    |            |            |  |  |        |        |
|  | Argentina (11 m)           | Argentina               | 1                        | 2 (4) |              |              |                    |                    |            |            |  |  |        |        |
|  | Argentina (11 m)           |                         | 12. srpnja – Saint-Denis | 2 (4) |              |              |                    |                    |            |            |  |  |        |        |
|  | Engleska                   | 2 (3)                   |                          |       |              |              |                    |                    |            |            |  |  |        |        |
|  | Engleska                   | 2 (3)                   | Brazil                   | 0     |              |              |                    |                    |            |            |  |  |        |        |
|  | 27. lipnja – Marseille     |                         | Brazil                   | 0     |              |              |                    |                    |            |            |  |  |        |        |
|  |                            | Francuska               | 3                        |       |              |              |                    |                    |            |            |  |  |        |        |
|  | Italija                    | Francuska               | 3                        | 1     |              |              |                    |                    |            |            |  |  |        |        |
|  | Italija                    | 3. srpnja – Saint-Denis |                          | 1     |              |              |                    |                    |            |            |  |  |        |        |
|  | Norveška                   | 0                       |                          |       |              |              |                    |                    |            |            |  |  |        |        |
|  | Norveška                   | 0                       | Italija                  | 0 (3) |              |              |                    |                    |            |            |  |  |        |        |
|  | 28. lipnja – Lens          |                         | Italija                  | 0 (3) |              |              |                    |                    |            |            |  |  |        |        |
|  |                            | Francuska (11 m)        | 0 (4)                    |       |              |              |                    |                    |            |            |  |  |        |        |
|  | Francuska (P.)             | Francuska (11 m)        | 0 (4)                    | 1     |              |              |                    |                    |            |            |  |  |        |        |
|  | Francuska (P.)             |                         | 8. srpnja – Saint-Denis  | 1     |              |              |                    |                    |            |            |  |  |        |        |
|  | Paragvaj                   | 0                       |                          |       |              |              |                    |                    |            |            |  |  |        |        |
|  | Paragvaj                   | 0                       | Francuska                | 2     |              |              |                    |                    |            |            |  |  |        |        |
|  | 29. lipnja – Montpellier   |                         | Francuska                | 2     |              |              |                    |                    |            |            |  |  |        |        |
|  |                            | Hrvatska                | 1                        |       | Za 3. mjesto | Za 3. mjesto |                    |                    |            |            |  |  |        |        |
|  | Njemačka                   | Hrvatska                | 1                        | 2     | Za 3. mjesto | Za 3. mjesto |                    |                    |            |            |  |  |        |        |
|  | Njemačka                   | 4. srpnja – Lyon        | 4. srpnja – Lyon         | 2     |              |              | 11. srpnja – Pariz | 11. srpnja – Pariz |            |            |  |  |        |        |
|  | Meksiko                    | 4. srpnja – Lyon        | 4. srpnja – Lyon         | 1     |              |              | 11. srpnja – Pariz | 11. srpnja – Pariz |            |            |  |  |        |        |
|  | Meksiko                    | Njemačka                | 0                        | 1     | Nizozemska   | 1            |                    |                    |            |            |  |  |        |        |
|  | 30. lipnja – Bordeaux      | Njemačka                | 0                        |       | Nizozemska   | 1            |                    |                    |            |            |  |  |        |        |
|  |                            | Hrvatska                | 3                        |       | Hrvatska     | 2            |                    |                    |            |            |  |  |        |        |
|  | Rumunjska                  | Hrvatska                | 3                        | 0     | Hrvatska     | 2            |                    |                    |            |            |  |  |        |        |
|  | Rumunjska                  |                         |                          | 0     |              |              |                    |                    |            |            |  |  |        |        |
|  | Hrvatska                   | 1                       |                          |       |              |              |                    |                    |            |            |  |  |        |        |
|  | Hrvatska                   | 1                       |                          |       |              |              |                    |                    |            |            |  |  |        |        |

## Statistika

### Najbolji strijelci
Napadač Hrvatske, Davor Šuker, postigao je najviše pogodaka na prvenstvo (šest) zbog čega je osvojio nagradu Zlatna kopačka. Sveukupno je tijekom prvenstva 112 različitih igrača postiglo 171 pogodak (od čega je šest bilo autopogodaka).
6 pogodaka
 Davor Šuker
5 pogodaka
- Gabriel Batistuta
- Christian Vieri

4 pogotka
- Ronaldo
- Marcelo Salas
- Luis Hernández

3 pogotka
| - Bebeto - César Sampaio - Rivaldo | - Thierry Henry - Oliver Bierhoff | - Jürgen Klinsmann - Dennis Bergkamp |

2 pogotka
| - Ariel Ortega - Marc Wilmots - Robert Prosinečki - Brian Laudrup - Alan Shearer - Michael Owen - Emmanuel Petit - Lilian Thuram - Zinedine Zidane | - Roberto Baggio - Theodore Whitmore - Ricardo Peláez - Salaheddine Bassir - Abdeljalil Hadda - Phillip Cocu - Ronald de Boer | - Patrick Kluivert - Viorel Moldovan - Shaun Bartlett - Fernando Hierro - Kiko - Fernando Morientes - Slobodan Komljenović |

1 pogodak
| - Claudio López - Mauricio Pineda - Javier Zanetti - Andreas Herzog - Toni Polster - Ivica Vastić - Luc Nilis - Emil Kostadinov - Patrick Mboma - Pierre Njanka - José Luis Sierra - Léider Preciado - Robert Jarni - Mario Stanić - Goran Vlaović - Thomas Helveg - Martin Jørgensen - Michael Laudrup - Peter Møller - Allan Nielsen - Marc Rieper - Ebbe Sand - Darren Anderton - David Beckham | - Paul Scholes - Laurent Blanc - Youri Djorkaeff - Christophe Dugarry - Bixente Lizarazu - David Trezeguet - Andreas Möller - Mehdi Mahdavikia - Hamid Reza Estili - Luigi Di Biagio - Robbie Earle - Masashi Nakayama - Cuauhtémoc Blanco - Alberto García Aspe - Mustapha Hadji - Edgar Davids - Marc Overmars - Pierre van Hooijdonk - Boudewijn Zenden - Mutiu Adepoju - Tijjani Babangida - Victor Ikpeba - Garba Lawal - Sunday Oliseh | - Wilson Oruma - Dan Eggen - Håvard Flo - Tore André Flo - Kjetil Rekdal - Celso Ayala - Miguel Ángel Benítez - José Cardozo - Adrian Ilie - Dan Petrescu - Sami Al-Jaber - Yousuf Al-Thunayan - Craig Burley - John Collins - Benni McCarthy - Ha Seok-Ju - Yoo Sang-Chul - Luis Enrique - Raúl - Skander Souayah - Brian McBride - Siniša Mihajlović - Predrag Mijatović - Dragan Stojković |

Auto golovi
- Georgi Bachev (za Španjolsku)
- Youssef Chippo (za Norvešku)
- Tom Boyd (za Brazil)
- Pierre Issa (za Francusku)
- Siniša Mihajlović (za Njemačku)
- Andoni Zubizarreta (za Nigeriju)

### Nagrade
| Dobitnik zlatne kopačke: | Dobitnik zlatne lopte: | Dobitnik Jašin nagrade: | Dobitnik FIFA Fair Play pokala: | Najzanimljivija ekipa: |
| ------------------------ | ---------------------- | ----------------------- | ------------------------------- | ---------------------- |
| Davor Šuker              | Ronaldo                | Fabien Barthez          | Engleska Francuska              | Francuska              |

#### Idealna momčad
| Vratari                            | Braniči                                                                   | Veznjaci                                                   | Napadači                                          |
| ---------------------------------- | ------------------------------------------------------------------------- | ---------------------------------------------------------- | ------------------------------------------------- |
| Fabien Barthez José Luis Chilavert | Roberto Carlos Marcel Desailly Lilian Thuram Frank de Boer Carlos Gamarra | Dunga Rivaldo Michael Laudrup Zinedine Zidane Edgar Davids | Ronaldo Davor Šuker Brian Laudrup Dennis Bergkamp |

### Konačan poredak momčadi na turniru
Nakon završetka prvenstva, FIFA je objavila službenu ljestvicu svih momčadi koje su nastupile na turniru, a na temelju njihovog napretka kroz natjecanje, ukupnih rezultata i kvalitete suparnika.
| KP                                   | Momčad            | S | U | P | N | P | ZP | PP | GR  | Bod. |
| ------------------------------------ | ----------------- | - | - | - | - | - | -- | -- | --- | ---- |
| 1                                    | Francuska         | C | 7 | 6 | 1 | 0 | 15 | 2  | +13 | 19   |
| 2                                    | Brazil            | A | 7 | 4 | 1 | 2 | 14 | 10 | +4  | 13   |
| 3                                    | Hrvatska          | H | 7 | 5 | 0 | 2 | 11 | 5  | +6  | 15   |
| 4                                    | Nizozemska        | E | 7 | 3 | 3 | 1 | 13 | 7  | +6  | 12   |
| Izbačeni u četvrtzavršnici           |                   |   |   |   |   |   |    |    |     |      |
| 5                                    | Italija           | B | 5 | 3 | 2 | 0 | 8  | 3  | +5  | 11   |
| 6                                    | Argentina         | H | 5 | 3 | 1 | 1 | 10 | 4  | +6  | 10   |
| 7                                    | Njemačka          | F | 5 | 3 | 1 | 1 | 8  | 6  | +2  | 10   |
| 8                                    | Danska            | C | 5 | 2 | 1 | 2 | 9  | 7  | +2  | 7    |
| Izbačeni u osmini završnice          |                   |   |   |   |   |   |    |    |     |      |
| 9                                    | Engleska          | G | 4 | 2 | 1 | 1 | 7  | 4  | +3  | 7    |
| 10                                   | Jugoslavija       | F | 4 | 2 | 1 | 1 | 5  | 4  | +1  | 7    |
| 11                                   | Rumunjska         | G | 4 | 2 | 1 | 1 | 4  | 3  | +1  | 7    |
| 12                                   | Nigerija          | D | 4 | 2 | 0 | 2 | 6  | 9  | −3  | 6    |
| 13                                   | Meksiko           | E | 4 | 1 | 2 | 1 | 8  | 7  | +1  | 5    |
| 14                                   | Paragvaj          | D | 4 | 1 | 2 | 1 | 3  | 2  | +1  | 5    |
| 15                                   | Norveška          | A | 4 | 1 | 2 | 1 | 5  | 5  | 0   | 5    |
| 16                                   | Čile              | B | 4 | 0 | 3 | 1 | 5  | 8  | −3  | 3    |
| Izbačeni u razigravanju po skupinama |                   |   |   |   |   |   |    |    |     |      |
| 17                                   | Španjolska        | D | 3 | 1 | 1 | 1 | 8  | 4  | +4  | 4    |
| 18                                   | Maroko            | A | 3 | 1 | 1 | 1 | 5  | 5  | 0   | 4    |
| 19                                   | Belgija           | E | 3 | 0 | 3 | 0 | 3  | 3  | 0   | 3    |
| 20                                   | Iran              | F | 3 | 1 | 0 | 2 | 2  | 4  | −2  | 3    |
| 21                                   | Kolumbija         | G | 3 | 1 | 0 | 2 | 1  | 3  | −2  | 3    |
| 22                                   | Jamajka           | H | 3 | 1 | 0 | 2 | 3  | 9  | −6  | 3    |
| 23                                   | Austrija          | B | 3 | 0 | 2 | 1 | 3  | 4  | −1  | 2    |
| 24                                   | JAR               | C | 3 | 0 | 2 | 1 | 3  | 6  | −3  | 2    |
| 25                                   | Kamerun           | B | 3 | 0 | 2 | 1 | 2  | 5  | −3  | 2    |
| 26                                   | Tunis             | G | 3 | 0 | 1 | 2 | 1  | 4  | −3  | 1    |
| 27                                   | Škotska           | A | 3 | 0 | 1 | 2 | 2  | 6  | −4  | 1    |
| 28                                   | Saudijska Arabija | C | 3 | 0 | 1 | 2 | 2  | 7  | −5  | 1    |
| 29                                   | Bugarska          | D | 3 | 0 | 1 | 2 | 1  | 7  | −6  | 1    |
| 30                                   | Južna Koreja      | E | 3 | 0 | 1 | 2 | 2  | 9  | −7  | 1    |
| 31                                   | Japan             | H | 3 | 0 | 0 | 3 | 1  | 4  | −3  | 0    |
| 32                                   | SAD               | F | 3 | 0 | 0 | 3 | 1  | 5  | −4  | 0    |

## Vanjske poveznice
- 1998 FIFA World Cup France ™  Arhivirana inačica izvorne stranice od 6. lipnja 2018. (Wayback Machine), FIFA.com (engl.)
- RSSSF Arhiva prvenstva (engl.)
- RSSSF Arhiva kvalifikacija za prvenstvo (engl.)

| Europska i svjetska prvenstva u kojima je sudjelovala Hrvatska nogometna reprezentacija | Europska i svjetska prvenstva u kojima je sudjelovala Hrvatska nogometna reprezentacija | Europska i svjetska prvenstva u kojima je sudjelovala Hrvatska nogometna reprezentacija |
| --------------------------------------------------------------------------------------- | --------------------------------------------------------------------------------------- | --------------------------------------------------------------------------------------- |
|                                                                                         |                                                                                         |                                                                                         |
| 1996.                                                                                   | 7. mjesto na EP u Engleskoj 1996.                                                       |                                                                                         |
|                                                                                         |                                                                                         |                                                                                         |
| 1998.                                                                                   | 3. mjesto na SP u Francuskoj 1998.                                                      |                                                                                         |
|                                                                                         |                                                                                         |                                                                                         |
| 2000.                                                                                   | nisu se plasirali na završnicu SP u Belgiji i Nizozemskoj 2000.                         |                                                                                         |
|                                                                                         |                                                                                         |                                                                                         |
| 2002.                                                                                   | 23. mjesto na SP u J. Koreji i Japanu 2002.                                             |                                                                                         |
|                                                                                         |                                                                                         |                                                                                         |
| 2004.                                                                                   | 13. mjesto na EP u Portugalu 2004.                                                      |                                                                                         |
|                                                                                         |                                                                                         |                                                                                         |
| 2006.                                                                                   | 22. mjesto na SP u Njemačkoj 2006.                                                      |                                                                                         |
|                                                                                         |                                                                                         |                                                                                         |
| 2008.                                                                                   | 5. mjesto na EP u Austriji i Švicarskoj 2008.                                           |                                                                                         |
|                                                                                         |                                                                                         |                                                                                         |
| 2010.                                                                                   | nisu se plasirali na završnicu SP u Južnoj Africi 2010.                                 |                                                                                         |
|                                                                                         |                                                                                         |                                                                                         |
| 2012.                                                                                   | 10. mjesto na EP u Poljskoj i Ukrajini 2012.                                            |                                                                                         |
|                                                                                         |                                                                                         |                                                                                         |
| 2014.                                                                                   | 19. mjesto na SP u Brazilu 2014.                                                        |                                                                                         |
|                                                                                         |                                                                                         |                                                                                         |
| 2016.                                                                                   | 9. mjesto na EP u Francuskoj 2016.                                                      |                                                                                         |
|                                                                                         |                                                                                         |                                                                                         |
| 2018.                                                                                   | 2. mjesto na SP u Rusiji 2018.                                                          |                                                                                         |
|                                                                                         |                                                                                         |                                                                                         |
| 2021.                                                                                   | 14. mjesto na EP u Europi 2020.                                                         |                                                                                         |
|                                                                                         |                                                                                         |                                                                                         |
| 2022.                                                                                   | 3. mjesto na SP u Kataru 2022.                                                          |                                                                                         |
|                                                                                         |                                                                                         |                                                                                         |
| 2024.                                                                                   | 18. mjesto na EP u Njemačkoj 2024.                                                      |                                                                                         |
|                                                                                         |                                                                                         |                                                                                         |
| Sastavi hrvatske nogometne reprezentacije na velikim natjecanjima                       |                                                                                         |                                                                                         |

| Europska i svjetska prvenstva u kojima je sudjelovala Hrvatska nogometna reprezentacija | Europska i svjetska prvenstva u kojima je sudjelovala Hrvatska nogometna reprezentacija | Europska i svjetska prvenstva u kojima je sudjelovala Hrvatska nogometna reprezentacija |
| --------------------------------------------------------------------------------------- | --------------------------------------------------------------------------------------- | --------------------------------------------------------------------------------------- |
|                                                                                         |                                                                                         |                                                                                         |
| 1996.                                                                                   | 7. mjesto na EP u Engleskoj 1996.                                                       |                                                                                         |
|                                                                                         |                                                                                         |                                                                                         |
| 1998.                                                                                   | 3. mjesto na SP u Francuskoj 1998.                                                      |                                                                                         |
|                                                                                         |                                                                                         |                                                                                         |
| 2000.                                                                                   | nisu se plasirali na završnicu SP u Belgiji i Nizozemskoj 2000.                         |                                                                                         |
|                                                                                         |                                                                                         |                                                                                         |
| 2002.                                                                                   | 23. mjesto na SP u J. Koreji i Japanu 2002.                                             |                                                                                         |
|                                                                                         |                                                                                         |                                                                                         |
| 2004.                                                                                   | 13. mjesto na EP u Portugalu 2004.                                                      |                                                                                         |
|                                                                                         |                                                                                         |                                                                                         |
| 2006.                                                                                   | 22. mjesto na SP u Njemačkoj 2006.                                                      |                                                                                         |
|                                                                                         |                                                                                         |                                                                                         |
| 2008.                                                                                   | 5. mjesto na EP u Austriji i Švicarskoj 2008.                                           |                                                                                         |
|                                                                                         |                                                                                         |                                                                                         |
| 2010.                                                                                   | nisu se plasirali na završnicu SP u Južnoj Africi 2010.                                 |                                                                                         |
|                                                                                         |                                                                                         |                                                                                         |
| 2012.                                                                                   | 10. mjesto na EP u Poljskoj i Ukrajini 2012.                                            |                                                                                         |
|                                                                                         |                                                                                         |                                                                                         |
| 2014.                                                                                   | 19. mjesto na SP u Brazilu 2014.                                                        |                                                                                         |
|                                                                                         |                                                                                         |                                                                                         |
| 2016.                                                                                   | 9. mjesto na EP u Francuskoj 2016.                                                      |                                                                                         |
|                                                                                         |                                                                                         |                                                                                         |
| 2018.                                                                                   | 2. mjesto na SP u Rusiji 2018.                                                          |                                                                                         |
|                                                                                         |                                                                                         |                                                                                         |
| 2021.                                                                                   | 14. mjesto na EP u Europi 2020.                                                         |                                                                                         |
|                                                                                         |                                                                                         |                                                                                         |
| 2022.                                                                                   | 3. mjesto na SP u Kataru 2022.                                                          |                                                                                         |
|                                                                                         |                                                                                         |                                                                                         |
| 2024.                                                                                   | 18. mjesto na EP u Njemačkoj 2024.                                                      |                                                                                         |
|                                                                                         |                                                                                         |                                                                                         |
| Sastavi hrvatske nogometne reprezentacije na velikim natjecanjima                       |                                                                                         |                                                                                         |

| Svjetsko prvenstvo u nogometu | Svjetsko prvenstvo u nogometu |
| --- | ----------------------------- |
| |                               |
| Urugvaj 1930. • Italija 1934. • Francuska 1938. • Brazil 1950. • Švicarska 1954. • Švedska 1958. • Čile 1962. • Engleska 1966. • Meksiko 1970. • SR Njemačka 1974. • Argentina 1978. • Španjolska 1982. • Meksiko 1986. • Italija 1990. • SAD 1994. • Francuska 1998. • Južna Koreja i Japan 2002. • Njemačka 2006. • Južna Afrika 2010. • Brazil 2014. • Rusija 2018. • Katar 2022. • Kanada, Meksiko i SAD 2026. |                               |
| |                               |
| Svjetska prvenstva u nogometu za žene NR Kina 1991. • Švedska 1995. • SAD 1999. • SAD 2003. • NR Kina 2007. • Njemačka 2011. • Kanada 2015. • Francuska 2019. • Australija i Novi Zeland 2023. • Brazil 2027. • |                               |
| Svjetska prvenstva u nogometu za žene |                               |
| |                               |
| NR Kina 1991. • Švedska 1995. • SAD 1999. • SAD 2003. • NR Kina 2007. • Njemačka 2011. • Kanada 2015. • Francuska 2019. • Australija i Novi Zeland 2023. • Brazil 2027. • |                               |

| Svjetska prvenstva u nogometu za žene |
| |
| NR Kina 1991. • Švedska 1995. • SAD 1999. • SAD 2003. • NR Kina 2007. • Njemačka 2011. • Kanada 2015. • Francuska 2019. • Australija i Novi Zeland 2023. • Brazil 2027. • |

| Svjetsko prvenstvo u nogometu | Svjetsko prvenstvo u nogometu |
| --- | ----------------------------- |
| |                               |
| Urugvaj 1930. • Italija 1934. • Francuska 1938. • Brazil 1950. • Švicarska 1954. • Švedska 1958. • Čile 1962. • Engleska 1966. • Meksiko 1970. • SR Njemačka 1974. • Argentina 1978. • Španjolska 1982. • Meksiko 1986. • Italija 1990. • SAD 1994. • Francuska 1998. • Južna Koreja i Japan 2002. • Njemačka 2006. • Južna Afrika 2010. • Brazil 2014. • Rusija 2018. • Katar 2022. • Kanada, Meksiko i SAD 2026. |                               |
| |                               |
| Svjetska prvenstva u nogometu za žene NR Kina 1991. • Švedska 1995. • SAD 1999. • SAD 2003. • NR Kina 2007. • Njemačka 2011. • Kanada 2015. • Francuska 2019. • Australija i Novi Zeland 2023. • Brazil 2027. • |                               |
| Svjetska prvenstva u nogometu za žene |                               |
| |                               |
| NR Kina 1991. • Švedska 1995. • SAD 1999. • SAD 2003. • NR Kina 2007. • Njemačka 2011. • Kanada 2015. • Francuska 2019. • Australija i Novi Zeland 2023. • Brazil 2027. • |                               |

| Svjetska prvenstva u nogometu za žene |
| |
| NR Kina 1991. • Švedska 1995. • SAD 1999. • SAD 2003. • NR Kina 2007. • Njemačka 2011. • Kanada 2015. • Francuska 2019. • Australija i Novi Zeland 2023. • Brazil 2027. • |